# Korisliiga MVP
La Korisliiga MVP è il premio conferito dalla Korisliiga al miglior giocatore della stagione regolare.

## Vincitori

### MVP finlandesi
| Stagione  | Giocatore              | Squadra           |
| --------- | ---------------------- | ----------------- |
| 1986-1987 | Mikael Salmi           | Helsingin NMKY    |
| 1987-1988 | Sakari Pehkonen        | Helsingin NMKY    |
| 1988-1989 | Pekka Markkanen        | HoNsU             |
| 1989-1990 | Petteri Nieminen       | UU-Korihait       |
| 1990-1991 | Larry Pounds           | KTP-Basket        |
| 1991-1992 | Petri Niiranen         | Helsingin NMKY    |
| 1992-1993 | Kari-Pekka Klinga      | ToPo Helsinki     |
| 1993-1994 | Petri Niiranen (2)     | Helsingin NMKY    |
| 1994-1995 | Kari-Pekka Klinga (2)  | ToPo Helsinki     |
| 1995-1996 | Markku Larkio          | Namika Lahti      |
| 1996-1997 | Mika-Matti Tahvanainen | New Wave          |
| 1997-1998 | Pasi Riihelä           | Kouvot Kouvola    |
| 1998-1999 | Teemu Rannikko         | Piiloset          |
| 1999-2000 | Teemu Rannikko (2)     | Piiloset          |
| 2000-2001 | Roope Mäkelä           | Espoon Honka      |
| 2001-2002 | Jukka Toijala          | Joensuun Kataja   |
| 2002-2003 | Petri Virtanen         | Jyväskylä         |
| 2003-2004 | Pasi Riihelä (3)       | LrNMKY            |
| 2004-2005 | Pasi Riihelä (4)       | LrNMKY            |
| 2005-2006 | Petri Virtanen (2)     | Joensuun Kataja   |
| 2006-2007 | Sami Lehtoranta        | Joensuun Kataja   |
| 2007-2008 | Petteri Koponen        | Espoon Honka      |
| 2008-2009 | Antti Nikkilä          | Tampereen Pyrintö |
| 2009-2010 | Tuukka Kotti           | Espoon Honka      |
| 2010-2011 | Ville Kaunisto         | Kouvot Kouvola    |
| 2011-2012 | Sami Lehtoranta (2)    | Joensuun Kataja   |
| 2012-2013 | Samuel Haanpää         | Korikobrat        |
| 2013-2014 | Antero Lehto           | Tampereen Pyrintö |
| 2014-2015 | Teemu Rannikko (3)     | Joensuun Kataja   |
| 2015-2016 | Teemu Rannikko (4)     | Joensuun Kataja   |
| 2016-2017 | Antto Nikkarinen       | Helsinki Seagulls |
| 2017-2018 | Tuukka Kotti (2)       | Helsinki Seagulls |
| 2018-2019 | Topias Palmi           | Joensuun Kataja   |
| 2019-2020 | non assegnato          | non assegnato     |
| 2020-2021 | Okko Järvi             | Kauhajoen Karhu   |
| 2021-2022 | Remu Raitanen          | KTP-Basket        |
| 2022-2023 | Severi Kaukiainen      | Kauhajoen Karhu   |

### MVP stranieri
| Stagione  | Nazionalità             | Giocatore          | Squadra           |
| --------- | ----------------------- | ------------------ | ----------------- |
| 1996-1997 | Stati Uniti             | Kurk Lee           | ToPo Helsinki     |
| 1997-1998 | Stati Uniti             | James Gatewood     | ToPo Helsinki     |
| 1998-1999 | Isole Vergini Americane | Faisal Abraham     | Vilpas Vikings    |
| 1999-2000 | Stati Uniti             | Marcus Grant       | Namika Lahti      |
| 2000-2001 | Stati Uniti             | Damon Williams     | Pyrbasket         |
| 2001-2002 | Stati Uniti             | Lonnie Cooper      | Espoon Honka      |
| 2002-2003 | Stati Uniti             | Marcus Grant (2)   | Espoon Honka      |
| 2003-2004 | Stati Uniti             | Marcus Grant (3)   | Kouvot Kouvola    |
| 2004-2005 | Stati Uniti             | Tim Kisner         | Vilpas Vikings    |
| 2005-2006 | Stati Uniti             | Boakai Lalugba     | UU-Korihait       |
| 2006-2007 | Stati Uniti             | Jerald Fields      | KTP-Basket        |
| 2007-2008 | Stati Uniti             | Corey Smith        | Kouvot Kouvola    |
| 2008-2009 | Stati Uniti             | Ray Nixon          | Namika Lahti      |
| 2009-2010 | Stati Uniti             | A.J. Moye          | Kouvot Kouvola    |
| 2010-2011 | Stati Uniti             | Damon Williams (2) | Tampereen Pyrintö |
| 2011-2012 | Stati Uniti             | Jeb Ivey           | Bisons Loimaa     |
| 2012-2013 | Stati Uniti             | Martin Zeno        | Bisons Loimaa     |
| 2013-2014 | Stati Uniti             | Kyle Fogg          | Korikobrat        |
| 2014-2015 | Stati Uniti             | Robert Arnold      | Joensuun Kataja   |
| 2015-2016 | Stati Uniti             | D.J. Richardson    | Kouvot Kouvola    |
| 2016-2017 | Stati Uniti             | Juwan Staten       | Vilpas Vikings    |
| 2017-2018 | Stati Uniti             | Aaron Jones        | Vilpas Vikings    |
| 2018-2019 | Stati Uniti             | René Rougeau       | Kauhajoen Karhu   |
| 2019-2020 | non assegnato           | non assegnato      |                   |
| 2020-2021 | Stati Uniti             | Jeremiah Wood      | Vilpas Vikings    |
| 2021-2022 | Stati Uniti             | Cameron Jones      | Kauhajoen Karhu   |
| 2022-2023 | Stati Uniti             | Jeffrey Carroll    | Helsinki Seagulls |